# Midway (Floride)
Pour les articles homonymes, voir Midway.
Midway est une ville américaine située dans le comté de Gadsden, dans la région de Big Bend, en Floride.

## Démographie
| 1990 | 2000  | 2010  | - | - | - |
| ---- | ----- | ----- | - | - | - |
| 852  | 1 446 | 3 004 | - | - | - |

Selon le recensement de 2010, Midway compte 3 004 habitants. La municipalité s'étend sur 9,23 milles carrés (23,91 km2).